# دائرة بوعلام
دائرة بوعلام  إحدى دوائر ولاية البيض عاصمتها بوعلام.